# Codex Coridethianus

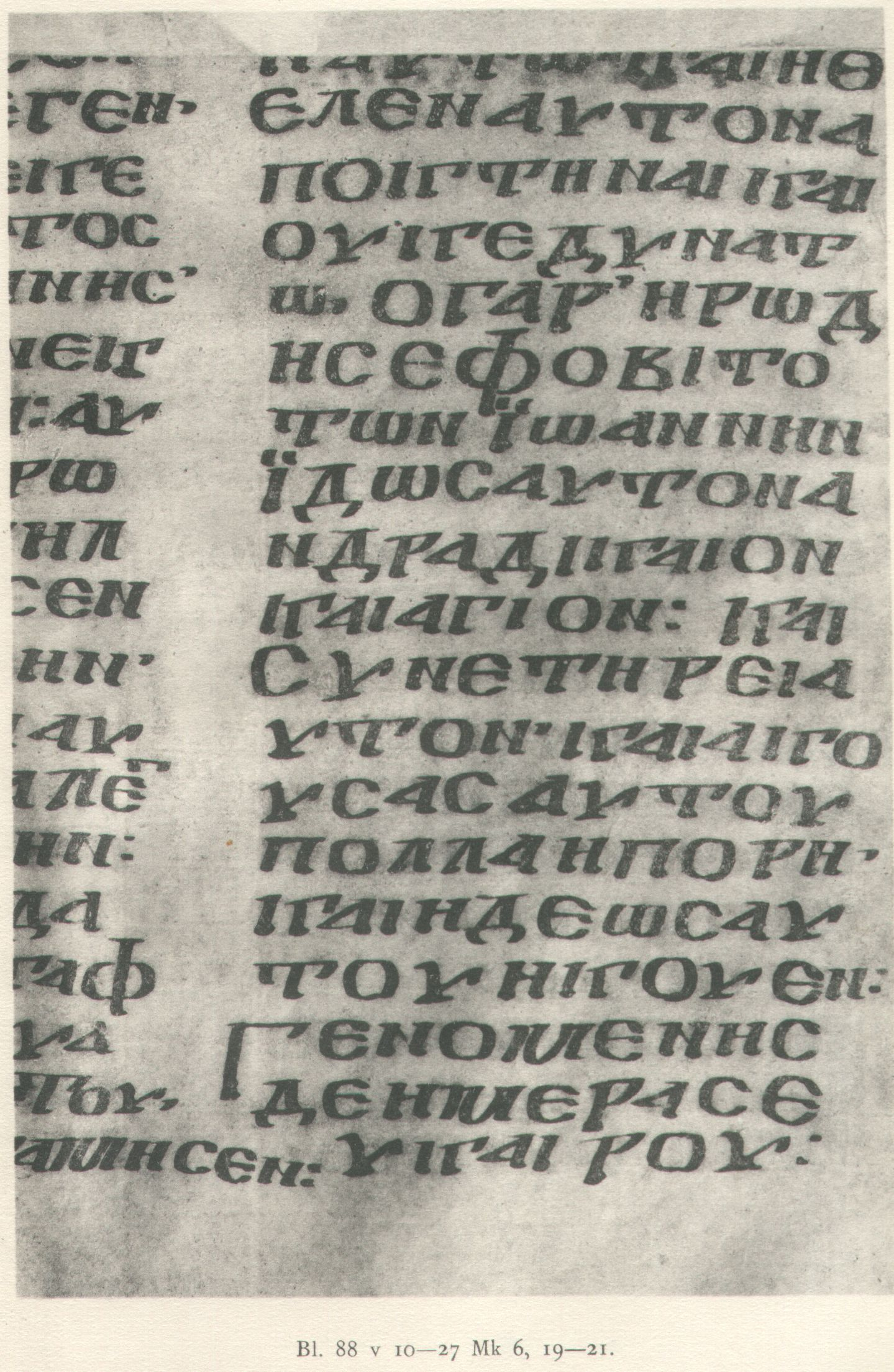
Codex Coridethianus

El Codex Coridethianus (Tiflis, Centro Nacional georgiano de Manuscritos, Gr. 28; Gregory-Aland no. Θ o 038; ε 050, von Soden) es un manuscrito uncial del Nuevo Testamento del siglo IX escrito en griego. El códice contiene los cuatro Evangelios, con lagunas en Mateo 1,1–9; 1,21–4,4, y 4,17–5,4.

## Descripción
El códice consiste de un total de 249 folios de 29 x 24 cm. El texto está escrito en dos columnas por página, con entre 25 líneas por columna.
El texto griego de este códice es una representación del tipo textual bizantino (cesareo en Evangelio de Marcos). Kurt Aland lo ubicó en la Categoría II.